# Ein ganz verrückter Freitag
| Figur                | Darsteller       | Deutscher Sprecher  |
| -------------------- | ---------------- | ------------------- |
| Ellen Andrews        | Barbara Harris   | Brigitte Grothum    |
| Annabel Andrews      | Jodie Foster     | Dagmar Biener       |
| Bill Andrews         | John Astin       | Norbert Langer      |
| Mrs. Schmauss        | Patsy Kelly      | Erna Haffner        |
| Harold Jennings      | Dick Van Patten  | Manfred Grote       |
| Virginia             | Vicki Schreck    | Madeleine Stolze    |
| Principal Dilk       | Sorrell Booke    | Heinz Theo Branding |
| Mr. Joffert          | Alan Oppenheimer | Toni Herbert        |
| Opposing Coach       | Ruth Buzzi       | N. N.               |
| Coach Betsy          | Kaye Ballard     | Inge Wolffberg      |
| Boris Harris         | Marc McClure     | Michael Nowka       |
| Mrs. Murphy          | Marie Windsor    | Christel Merian     |
| Ben Andrews          | Sparky Marcus    | Frank Schaff        |
| Mr. Jackman          | Fritz Feld       | N. N.               |
| Miss McGuirk         | Ceil Cabot       | N. N.               |
| Miss Lucille Gibbons | Brooke Mills     | N. N.               |
| Mary Kay Gilbert     | Karen Smith      | N. N.               |
| Teppich-Reiniger     | Marvin Kaplan    | N. N.               |

Ein ganz verrückter Freitag (Originaltitel Freaky Friday) ist eine US-amerikanische Fantasyfilm-Komödie aus dem Jahr 1976. Er wurde von The Walt Disney Company produziert; die Dreharbeiten fanden in San Diego in Kalifornien statt.
Der Film basiert auf dem Roman Verrückter Freitag (Freaky Friday) aus dem Jahr 1972 von Mary Rodgers, die auch das Drehbuch schrieb.

## Handlung
Der Film handelt von einer Mutter und ihrer pubertierenden Tochter. Beide können die Probleme der anderen nicht verstehen und möchten gerne tauschen, weil sie das Leben der anderen für viel einfacher und unbeschwerter halten. Durch einen Zufall sagen beide gleichzeitig den Satz Ich wünschte, ich könnte mit ihr tauschen – wenigstens für einen Tag! Plötzlich findet sich die Mutter im Körper ihrer Tochter in der Schule wieder, und die Tochter steht im Körper ihrer Mutter plötzlich zu Hause.
Leider fand der Rollentausch genau an dem Freitag statt, an dem die Tochter, Annabel, für die Firmenkollegen ihres Vaters eine Wasserskivorstellung geben sollte. Ihre Mutter, die das Wasserskifahren gar nicht beherrscht, macht auf den Brettern die Hölle auf Erden durch.
Der Tochter geht es auch nicht viel besser. Beim Wäschewaschen quillt die Waschmaschine vor Schaum über, weil die richtige Dosierung des Waschmittels nur die Mutter beherrschte.
Mutter und Tochter erkennen, dass das Leben der anderen doch nicht so einfach ist wie einst geglaubt, und möchten ihre alten Körper zurück. Doch wie? Durch das gleichzeitige Aussprechen des Wunsches findet der Tausch statt. Allerdings nicht so wie geplant, denn Annabels Mutter fährt immer noch Wasserski – jetzt allerdings wieder in ihrem alten Körper. Für Annabel ist klar: Sie muss zum Wasserskiplatz und ihre Mutter erlösen. Bis es ihr gelingt, gibt es noch einige Turbulenzen: Zum Beispiel wird Annabel von der Polizei verfolgt, weil sie mit dem Auto ihrer Eltern fährt, ohne einen Führerschein zu besitzen.

## Auszeichnungen
Ein ganz verrückter Freitag wurde im Jahr 1977 dreimal für den Filmpreis Golden Globe Award nominiert: Barbara Harris und Jodie Foster als Schauspielerinnen sowie Joel Hirschhorn für die Musik.

## Kritiken
- „Von der Idee her hübsch, aber in der Durchführung eine – bis auf den furiosen Schluss – langatmige Komödie mit überstrapazierter Situationskomik.“ – Lexikon des internationalen Films[1]
- „Trotz unzähliger Slapstick-Einlagen, explodierender Schreibmaschinen und verheerender Autofahrten hat sich die komische Konstellation bald abgenützt.“ – Kölnische Rundschau, Köln
- „Ein Sonntagsschulvortrag für familiengerechtes Verhalten.“ – Filmecho
- „wundersame Mischung aus Märchen und verrücktem Slapstick.“  durchschnittlich. – Adolf Heinzlmeier und Berndt Schulz[2]

## Neuverfilmung
Der Roman wurde im Jahr 2003 mit dem Titel Freaky Friday – Ein voll verrückter Freitag erneut mit Jamie Lee Curtis in der Rolle der Mutter und Lindsay Lohan als Tochter verfilmt. Hierbei handelt es sich aber um einen Jugend-, nicht mehr um einen Kinderfilm wie das Original.